# شرکت گلدر
گلدر (به انگلیسی: Golder Associates) یک شرکت بین‌المللی فنی و مهندسی است که درزمینه ارائه خدمات مشاوره، طراحی و ساخت جهت پروه‌های عمرانی، محیط زیستی و انرژی فعال می‌باشد. این شرکت بیش از ۸٫۰۰۰ نفر پرسنل دارد که در بیش از ۱۸۰ دفتر در آفریقا، آسیا، استرالیا، اروپا، آمریکا شمالی و جنوبی در حال کار می‌باشند. گلدر همچنین در حوزه‌های تولید، معدن، نفت و گاز، برق، توسعه شهری و بخش زیرساخت‌ها فعالیت دارد. در حال حاضر دفاتر مرکزی این شرکت در شهرهای کلگری، میسیساگا (تورنتو) و برنابی (ونکوور) کانادا قرار دارند.

## تاریخچه
شرکت گلدر در سال ۱۹۶۰ در شهر تورنتو تأسیس شد و بر روی پروژه‌های مکانیک خاک و مهندسی ژئوتکنیک تمرکز داشت. در سال‌های بعد گلدر با خرید و ادغام در شرکت‌های دیگر، اقدام به افتتاح دفتر در شهرها و کشورهای دیگر نمود. این شرکت در حال حاضر در کلیه امور مشاوره مهندسی از قبیل مکانیک خاک، مهندسی ژئوتکنیک، آب‌شناسی، مهندسی معدن، مهندسی نفت و گاز و انرژی مشغول می‌باشد.

## حوزه‌های فعالیت
خدمات مهندسی: طراحی، تأمین و ساخت پروژه‌های عمرانی، سدسازی، نیرو و انرژی، خدمات مهندسی نفت و گاز، خدمات مهندسی زمین و ژئوتکنیکال، خط لوله، تونل سازی، مدیریت ضایعات
مطالعات زیست‌محیطی و اجتماعی: میراث فرهنگی، محیط زیست، مطالعات زیست‌محیطی، مدیریت شهری و توسعه پایدار
مدیریت محیط زیست: خدمات جوی و آب و هوا، محیط زیست، بهداشت حرفه‌ای، سلامت انسانی و سم شناسی، انرژی
برنامه‌ریزی و آمایش منابع طبیعی: خدمات ارزیابی منابع، ژئوشیمی، برنامه‌ریزی و استخراج معادن، مدیریت مواد زائد معادن
خدمات مدیریتی، مشاوره و برنامه‌ریزی استراتژیک: مدیریت اطلاعات و سیستم اطلاعات جغرافیایی(به انگلیسی: Geographic Information System - GIS)، مدیریت پروژه، خدمات معماری، طراحی و شهرسازی
مهندسی معادن :طراحی و نظارت پروژه‌های معدنی، ضایعات معدنی و مدیریت پروژه
مهندسی آب: آب و فاضلاب، خدمات مهندسی ساحلی و دریایی، آب‌های زیرزمینی، آب‌های سطحی و هیدرولوژی